# Iproute2
iproute2 ist eine unter einem Befehl zusammengefasste Sammlung an Werkzeugen, die dazu benutzt werden, die IP-Netzwerkkonfiguration (IPv4 und IPv6) eines Linux-Systems zu manipulieren.
Der Originalautor ist Alexey Kuznetsov (bekannt für seine QoS-Implementierung im Linux-Kernel), der aktuelle Maintainer ist Stephen Hemminger. iproute2 nutzt Linux’ Netlink-Schnittstelle, um direkt mit dem Kernel zu kommunizieren.
iproute2 wurde als Ersatz für die „klassischen“ Netzwerktools wie ifconfig, route etc. entwickelt. Es fasst alle Konfigurationsoptionen, die bisher von diesen getrennten Programmen erledigt wurden, im Befehl ip zusammen. Die klassischen Befehle werden durch iproute2 immer weiter verdrängt.
Außerdem gehört zum Paket der Befehl tc, der dazu genutzt wird, Netzwerktraffic zu kontrollieren (traffic control).

## Syntax
Die einzelnen Teile von iproute2 werden auf folgende Weise angesprochen, hier am Beispiel von address. Der Name kann soweit gekürzt werden, solange er eindeutig ist:
```
ip addr [
befehl
] [
argumente
]
```

Um mit IPv6 zu arbeiten, ruft man ip folgendermaßen auf:
```
ip -6 addr [
befehl
] [
argumente
]
```

befehl ist ein weiterer Unterbefehl mit argumenten. help gibt dabei immer eine Art Syntaxhilfe aus, hier ip addr help:
```
Usage: ip addr {add|change|replace} IFADDR dev STRING [ LIFETIME ]
                                                     [ CONFFLAG-LIST ]
      ip addr del IFADDR dev STRING
      ip addr {show|flush} [ dev STRING ] [ scope SCOPE-ID ]
                           [ to PREFIX ] [ FLAG-LIST ] [ label PATTERN ]
IFADDR := PREFIX | ADDR peer PREFIX
         [ broadcast ADDR ] [ anycast ADDR ]
         [ label STRING ] [ scope SCOPE-ID ]
SCOPE-ID := [ host | link | global | NUMBER ]
FLAG-LIST := [ FLAG-LIST ] FLAG
FLAG  := [ permanent | dynamic | secondary | primary |
          tentative | deprecated | dadfailed | temporary |
          CONFFLAG-LIST ]
CONFFLAG-LIST := [ CONFFLAG-LIST ] CONFFLAG
CONFFLAG  := [ home | nodad ]
LIFETIME := [ valid_lft LFT ] [ preferred_lft LFT ]
LFT := forever | SECONDS
```

Wie daraus ersichtlich wird, sind Argumente zumeist Paare wie
```
dev 
INTERFACE
```

Für ganze Beispielbefehle siehe Abschnitt #Beispiele.

### Teile
address
manipuliert die IP-Adressen der Interfaces (Netzwerkschnittstellen) und andere Parameter, wie Broadcast-Adressen, Multicast...

link
manipuliert die Netzwerkschnittstellen auf Ethernet-Ebene. Erlaubt Einstellungen wie Promiscuous Mode ein/aus, ARP ein/aus, oder die MAC-Adresse zu verändern.
maddr
ändert, entfernt, zeigt oder setzt Multicast-Adressen auf Ethernet- und IP-Ebene.
monitor
zeigt Änderungen der Netzwerkinterfaces an (zum Beispiel NDP-Router-Advertisements oder ARP-Nachrichten, die über Adressen und Routen informieren)
mroute
Informationen über Multicast-Routing-Tabellen
neighbour
manipuliert und zeigt ARP- und NDP-Tabellen.
netns
verwaltet Netzwerknamensräume
ntable
informiert über NDP- und ARP-Tabellen
route
manipuliert, zeigt und setzt IP-Routen (Ersatz für route)
rule
manipuliert Regeln in der Routing Policy Database RPDB, die festlegt, für welche Subnetze welche Routing-Tabellen genutzt werden
tunnel
erzeugt, verändert und löscht IP-Tunnel (z. B. Tunnelbroker-p41-Tunnel)
tuntap
manipuliert TUN/TAP-Schnittstellen

## Beispiele
Hier zum besseren Verständnis einige Beispiele, die im alltäglichen Gebrauch vorkommen könnten:
Zuweisen einer festen IP-Adresse und Konfiguration der Routing-Tabelle
```
ip addr add 10.10.1.1/16 broadcast 10.10.255.255 dev eth0
ip route add default via 10.10.0.0
```

Erstellen eines SIT-Tunnels (IPv6 over IPv4), siehe Tunnelbroker
```
ip tunnel add sit0 mode sit remote 192.0.2.32 local 10.10.4.2 ttl 255
ip link set sit0 up
ip -6 route add ::/0 dev sit0
```

Anzeige der Routing- und Neighbortabellen
```
ip route show
ip neigh show
```

Fälschen der MAC-Adresse
```
ip link set dev eth0 address aa:bb:cc:dd:ee:ff
```